# فئة طرادات الأدميرال هيبير
كانت فئة الأدميرال هيبر عبارة عن فئة سفينة مكونة من خمسة طرادات ثقيلة بنتها كريغسمارينه النازية في ألمانيا ابتداءً من منتصف الثلاثينيات. الفئة تتألف من سفينة القيادة الأدميرال هيبير وبلوخر وبرنس يوجين وزايدليتس ووتزو. فقط السفن الثلاثة الأولى من الفئة شهدت نشاطًا مع البحرية الألمانية خلال الحرب العالمية الثانية. توقفت زايدليتس عندما أكتملت بحوالي 95 في المئة؛ تقرر تحويلها إلى حاملة طائرات، لكن هذا لم يتم أيضًا. تم بيع وتزو الغير مكتملة إلى الاتحاد السوفيتي في عام 1940.
شارك الاميرال هييبر وبلوخر في عملية فيزروبونغ، غزو النرويج في أبريل 1940. غرقت بلوخر بسبب الدفاعات الساحلية النرويجية خارج أوسلو بينما قاد الأدميرال هيبر الهجوم على تروندهايم. ثم أجرت طلعات جوية في المحيط الأطلسي لمهاجمة شحن التجار المتحالفة. في عام 1942، تم نشرها في شمال النرويج لمهاجمة الشحن إلى الاتحاد السوفيتي، وبلغت ذروتها في معركة بحر بارنتس في ديسمبر 1942، حيث تضررت من قبل الطرادات البريطانيين. شهدت برنس يوجين أول عمل لها خلال عملية راينوبونج مع البارجة بسمارك. عادت في النهاية إلى ألمانيا خلال قناة داش في عام 1942، وبعدها ذهبت هي أيضًا إلى النرويج. بعد أن تم نسفها بواسطة غواصة بريطانية، عادت إلى ألمانيا لإصلاحها. كان الأدميرال هيبر قد توقف عن العمل بعد أن عاد إلى ألمانيا في أوائل عام 1943، وتم إصلاحه جزئيًا في خريف عام 1944 في مهمة نقل لاجئين في عام 1945. استمر برينز يوجين فقط في الخدمة الكاملة وبقي في بحر البلطيق حتى نهاية الحرب.
تعرض الأدميرال هيبر للإغراق في مدينة كيل في مايو عام 1945، مما جعل برينز يوجين هي القطعة الوحيدة لهذه الفئة التي تنجو في الحرب. تم التنازل عنها إلى البحرية الأمريكية، التي أستخدمت في نهاية المطاف السفينة في التجارب النووية «عملية تقاطع الطرق» في عام 1946. تم سحب زايدليتس إلى كونيغسبرغ وأغرقت قبل أن يتمكن الجيش السوفيتي المتقدم من الاستيلاء على السفينة. لقد أخرجت من الماء في النهاية وفككت للحصول على الخردة. ظلت لوتزو، التي أعيد تسميتها بتروبافلوفسك، غير مكتملة عندما قام الألمان بغزو الاتحاد السوفيتي. قدمت السفينة الدعم المدفعي ضد القوات الألمانية المتقدمة حتى غرقت في سبتمبر 1941. رفعت في وقت لاحق من العام وتم إصلاحها بما فيه الكفاية للمشاركة في حملة لتخفيف حصار لينينغراد في عام 1944. عملت في أدوار ثانوية حتى الخمسينيات، عندما فككت.

### الخصائص العامة

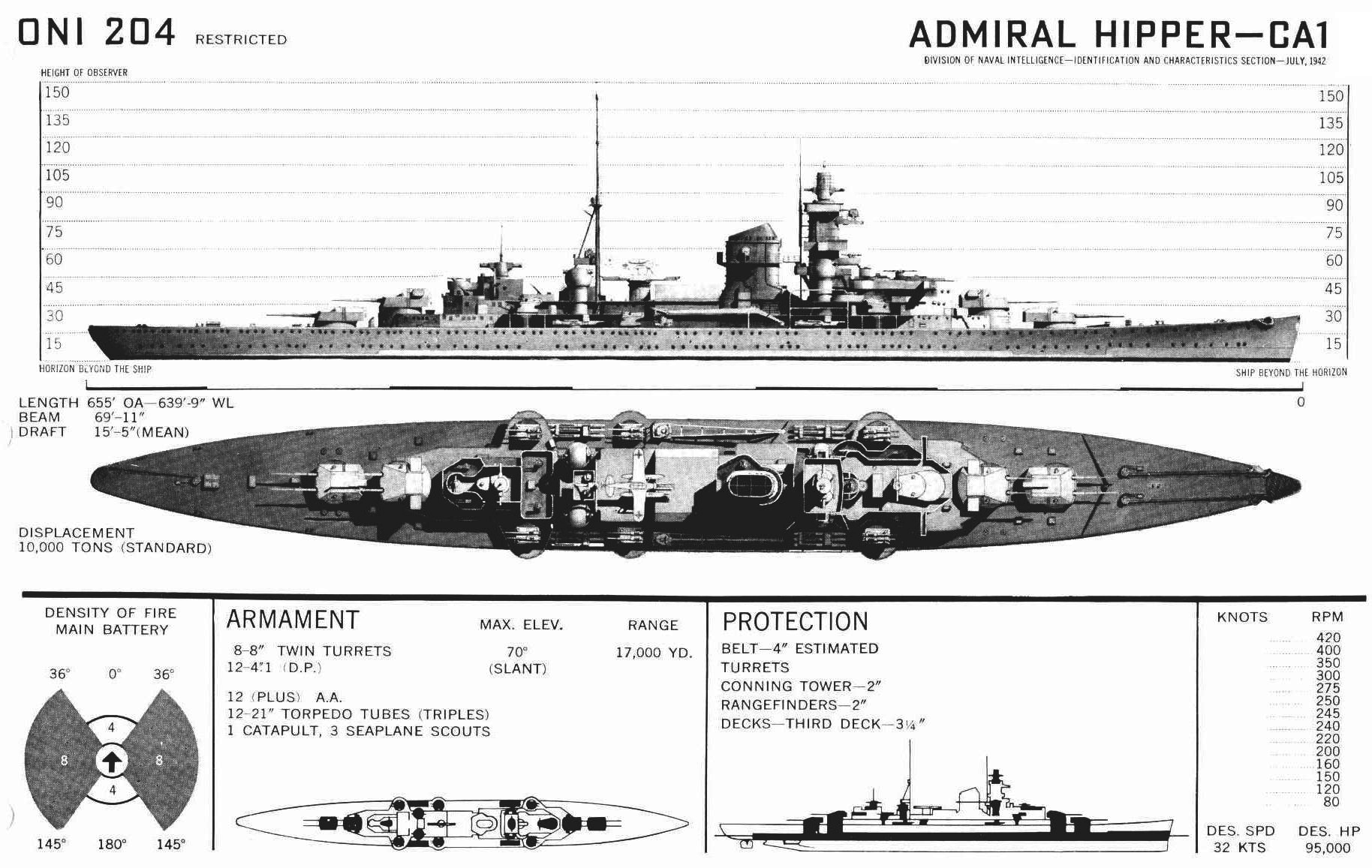
رسم لفئة أدميرال Hipper ، والتي تبين ترتيب التسليح والدروع

### تسليح

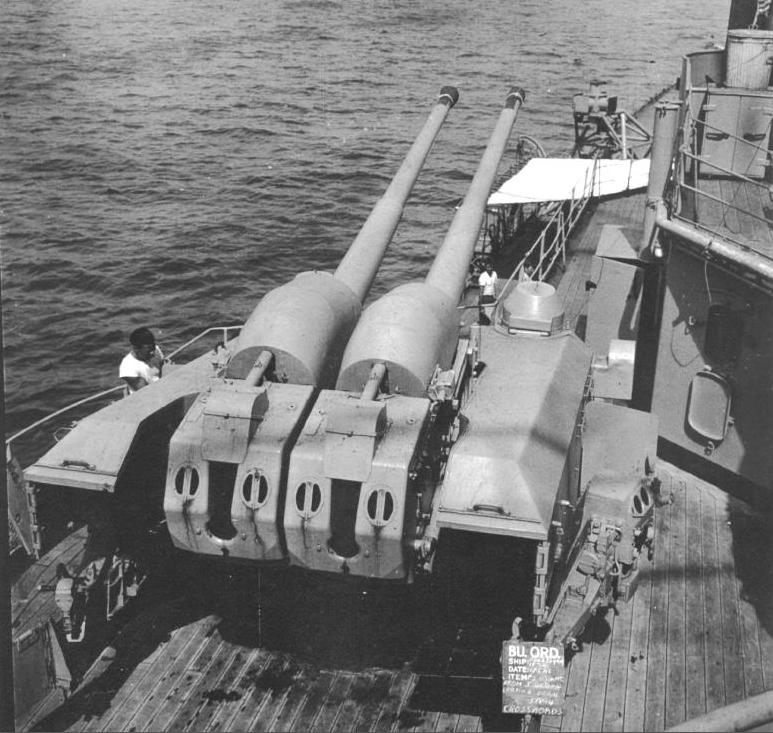
واحدة من برينز يوجين ' 10.5 سم بندقية يتصاعد